# Tecumseh (Oklahoma)
Tecumseh è un comune degli Stati Uniti d'America, situato in Oklahoma, nella contea di Pottawatomie.